# Termočlanak
Termočlanak ili termoelement je vrsta termometra namijenjena pretežno mjerenju viših temperatura (do 1 500 °C). Zasniva se na Seebeckovu učinku. ili Seebeckovu efektu, to jest fizikalnoj pojavi da u dva električna vodiča od različitih tvoriva, kojima su krajevi spojeni, nastaje električni napon, odnosno teče električna struja, ako su spojevi na različitim temperaturama. 
Nastali napon razmjeran je razlici temperature između toplijeg i hladnijega spoja vodiča. Ako se hladniji spoj rastavi i slobodni krajevi vodiča priključe na voltmetar, kojemu je za tu svrhu ljestvica umjerena u temperaturnim stupnjevima, može se na njem izravno očitati temperaturna razlika. Različiti parovi materijala (termoparovi) daju različite napone za istu razliku temperature, pa se najčešće odabiru oni koji u određenom području temperature daju najveće napone. Najpoznatiji su termoparovi željezo-konstantan, platina-platinarodij, nikal-kromnikal i bakar-konstantan. Termoparovi se zaštićuju od štetnih kemijskih utjecaja materijala kojima se temperatura mjeri zaštitnom cijevi od metala ili keramike. Više termoelemenata spojenih u seriju tvore termobateriju, koja može služiti kao izvor napona.

## Seebeckov učinak
Seebeckov učinak, Seebeckov efekt ili termoelektrični efekt je pojava električnog napona u električnom strujnom krugu sastavljenom od dvaju različitih električnih vodiča kada im se spojevi nalaze na različitim temperaturama. Omogućava izravno pretvaranje razlike temperatura u električnu struju. Tu je pojavu 1821. otkrio njemački fizičar Thomas Johann Seebeck (1770. – 1831.), a mjerni instrument za mjerenje temperature koji se na njoj temelji naziva se termoelement ili termočlanak.